# Komunistická strana Rakouska
Komunistická strana Rakouska (německy Kommunistische Partei Österreichs, KPÖ) je komunistická strana v Rakousku. Byla založena v roce 1918 jako Komunistická strana Německého Rakouska (KPDÖ) a je jednou z nejstarších komunistických stran na světě. KPÖ byla zakázána mezi lety 1933 a 1945. Strana hrála důležitou roli v rakouském odporu proti nacistům.
Strana má v současné době dvě křesla ve Štýrském zemském sněmu (zemský parlament), od roku 1959 však nemá zastoupení v Národní radě (Nationalrat, rakouský federální parlament). Při parlamentních volbách konaných dne 29. září 2019 získala pouze 0,7 % hlasů (32 736 z celkem 4 835 469), což je výrazně pod minimem 4 % pro získání křesel v Národní radě.

## Současnost
KPÖ je součástí koalice KPÖ Plus. Je také součástí Nového evropského levicového fóra (NELF) a Strany evropské levice.

## Výsledky voleb

### Národní rada
| Volební rok | Počet celkových hlasů | % celkového hlasování | Počet celkové mandáty | ±   |
| ----------- | --------------------- | --------------------- | --------------------- | --- |
| 1920        | 105,135               | 3,5                   | 0/183                 |     |
| 1923        | 22,164                | 0,7                   | 0/165                 | ▬ 0 |
| 1927        | 16,119                | 0,4                   | 0/165                 | ▬ 0 |
| 1930        | 20,951                | 0,6                   | 0/165                 | ▬ 0 |
| 1945        | 174,257               | 5,4                   | 4/165                 | ▲4  |
| 1949        | 213,066               | 5,1                   | 5/165                 | ▲1  |
| 1953        | 228,159               | 5,3                   | 4/165                 | ▼1  |
| 1956        | 192,438               | 4,4                   | 3/165                 | ▼1  |
| 1959        | 142,578               | 3,3                   | 0/165                 | ▼3  |
| 1962        | 135,520               | 3                     | 0/165                 | ▬ 0 |
| 1966        | 18,636                | 0,4                   | 0/165                 | ▬ 0 |
| 1970        | 44,750                | 1                     | 0/165                 | ▬ 0 |
| 1971        | 61 762                | 1,4                   | 0/183                 | ▬ 0 |
| 1975        | 55,032                | 1,2                   | 0/183                 | ▬ 0 |
| 1979        | 45,280                | 1                     | 0/183                 | ▬ 0 |
| 1983        | 31,912                | 0,7                   | 0/183                 | ▬ 0 |
| 1986        | 35,104                | 0,7                   | 0/183                 | ▬ 0 |
| 1990        | 25,682                | 0,5                   | 0/183                 | ▬ 0 |
| 1994        | 11,919                | 0,3                   | 0/183                 | ▬ 0 |
| 1995        | 13,938                | 0,3                   | 0/183                 | ▬ 0 |
| 1999        | 13,938                | 0,5                   | 0/183                 | ▬ 0 |
| 2002        | 27,568                | 0,6                   | 0/183                 | ▬ 0 |
| 2006        | 47,578                | 1                     | 0/183                 | ▬ 0 |
| 2008        | 37,362                | 0,8                   | 0/183                 | ▬ 0 |
| 2013        | 48,175                | 1                     | 0/183                 | ▬ 0 |
| 2017        | 39,689                | 0,8                   | 0/183                 | ▬ 0 |
| 2019        | 32,736                | 0,7                   | 0/183                 | ▬ 0 |